# 7707 Yes
7707 Yes — астероїд головного поясу, відкритий 17 квітня 1993 року.
Тіссеранів параметр щодо Юпітера — 3,323.
Названо на честь британського рок-гурту «Yes».